# Lampuuk
Lampuuk is een bestuurslaag in het regentschap Aceh Besar van de provincie Atjeh, Indonesië. Lampuuk telt 669 inwoners (volkstelling 2010).